# Sorpan
Sorpan é uma empresa brasileira do setor varejista especializada em sorveteria, confeitaria e panificação. Fundada em 1988 em Várzea Grande na Região Metropolitana de Cuiabá por Marcel Dias de Almeida, atualmente está presente nas cidades de Cuiabá, Várzea Grande e Sinop.

## História
Fundada por Marcel Dias de Almeida no ano de 1988, quando percebeu que o estado de Mato Grosso não contava com comércio do gênero de sorveteria e panificação, com a ajuda de seu pai Moisés Dias de Almeida iniciaram em Várzea Grande a Sorvepan. A partir de 1990 com a chegada de seu irmão e sócio Luciano de Almeida, a empresa muda seu nome para Sorpan, que é a abreviatura de sorveterias e panificadoras. Em 1992 a empresa inaugura seu prédio próprio de 1 500 metros quadrados, sendo a primeira distribuidora no estado a contar com um centro técnico para qualificação de mão-de-obra nos segmentos de padaria e sorveteria e a primeira a contar com um técnico motorizado para seus clientes. Em 2014 a Sorpan inaugura sua segunda loja em Sinop, no norte de Mato Grosso, a unidade ofereceu curso a 93 padeiros dessa região.